# Mad (revista satírica)
La Revista MAD és una revista humorística amb gran desplegament estètic a força de referents de la cultura nord-americana, fundada pel director Harvey Kurtzman i l'editor William M. Gaines l'octubre de 1952. Es va llançar com a sèrie de còmics abans de convertir-se en una revista. Va ser àmpliament imitat i influent, afectant els mitjans satírics, així com el paisatge cultural de finals del segle xx, amb l'editor Al Feldstein augmentant el nombre de lectors a més de dos milions durant el seu pic de circulació entre 1973 i 1974. És l'últim supervivent de la línia EC Comics, que va vendre Mad a Premier Industries el 1961, però es va tancar el 1956.
Per ella han passat grans il·lustradors i guionistes, sent el leitmotiv de la revista satiritzar els productes de consum de la societat nord-americana, especialment els referits als productes dels mitjans de comunicació. La mascota de Mad, Alfred E. Neuman, acostuma a estar a la portada, amb la seva cara substituint la d'una celebritat o un personatge objecte de la sàtira. Des del 1952 fins al 2018, Mad va publicar 550 números de revistes regulars, així com una gran quantitat de reimpressió "Especials", rústiques de material original, llibres recopilatoris de reimpressió i altres projectes impresos. Després que AT&T es fusionés amb l'aleshores propietari de DC Time Warner el juny de 2018, Mad va acabar amb la distribució de quioscs, continuant a les botigues de còmics i mitjançant subscripció.

## Història
El primer número va aparèixer en els carrers de Nova York el 10 de juliol de 1952 amb data de portada d'octubre/novembre. L'oficina de Mad es va localitzar inicialment al baix Manhattan al 225 Lafayette Street, mentre que a principis dels anys 60 es va traslladar al 485 Madison Avenue, la ubicació que apareix a la revista com a "485 MADison Avenue".
El primer número va ser escrit gairebé en la seva totalitat per Harvey Kurtzman, i va incloure il·lustracions d'ell, Wally Wood, Will Elder, Jack Davis i John Severin. Wood, Elder i Davis havien de ser els tres il·lustradors principals al llarg de la primera etapa de 23 números del còmic.
Per mantenir a Kurtzman com a director, el còmic es va convertir al format de revista a partir del número 24, l'any 1955. El canvi va induir Kurtzman a romandre un any més, però el moviment va eliminar Mad de les restriccions del Comics Code Authority. William Gaines va relatar el 1992 que Mad «no es va canviar [a una revista] per evitar el Code», sino que «com a resultat d'aquest [canvi de format] va evitar el Code». Gaines va afirmar que en aquell moment Kurtzman havia rebut «una oferta molt lucrativa de la revista... Pageant», i veient que ell, Kurtzman, «havia, abans d'aquell moment, demostrat un interès a canviar Mad en una revista», Gaines, «que no sabia res sobre la publicació de revistes,» per contrarestar l'oferta va permetre Kurtzman fer el canvi. Gaines va dir a més que «si Harvey [Kurtzman] no hagués rebut aquesta oferta de Pageant, Mad probablement no hauria canviat de format».
Després de la marxa de Kurtzman el 1956, el nou director Al Feldstein va incorporar ràpidament a col·laboradors com Don Martin, Frank Jacobs i Mort Drucker, i més tard Antonio Prohías, Dave Berg i Sergio Aragonés. La circulació de la revista es va multiplicar per quatre durant el mandat de Feldstein, aconseguint un màxim de 2.132.655 el 1974; més tard va disminuir a un terç d'aquesta xifra al final de la seva etapa com a director. El número individual més venut va ser el número 161 (setembre de 1973), que va vendre més de 2,4 milions de còpies. Les vendes del número d'abril de 1974 van baixar a causa de la seva portada que il·lustrava una mà fent el gest del dit cor. Diversos quioscs es van negar a posar el número als estands i les oficines de Mad van rebre còpies addicionals com a resultat.
En la seva primera encarnació, els nous números de la revista apareixien de manera irregular, entre quatre i nou cops l'any. A finals de 1958, Mad s'havia assentat amb un calendari inusual de vuit vegades a l'any, que va durar gairebé quatre dècades. Els números es posaven a la venda entre 7 i 9 setmanes abans de l'inici del mes que apareix a la portada. Gaines considerava que la periodicitat atípica era necessària per mantenir el nivell de qualitat de la revista. A partir de 1994, Mad va començar a produir números addicionals per any, fins que va arribar a una programació mensual amb el número 353 (gener de 1997). Amb el seu número 500 a mitjan 2009 (juny 2009) Warner, la revista va retrocedir temporalment a una publicació trimestral abans de conformar-se amb sis números per any el 2010.
Gaines va vendre la seva empresa el 1961 a Premier Industries, un fabricant de persianes venecianes. Al voltant de 1964, Premier va vendre Mad a Independent News, una divisió de National Periodical Publications, l'editor de DC Comics. L'estiu de 1967, Kinney National Company va comprar National Periodical Publications. Kinney va comprar Warner Bros.-Seven Arts a principis de 1969. Tot i que tècnicament va ser un empleat durant 30 anys, Gaines, ferotgement independent, va ser nomenat membre de la junta de Kinney, i se li va permetre en gran part dirigir Mad com cregués convenient sense interferències corporatives.
Feldstein es va retirar el 1985, i va ser substituït per l'equip sènior de Nick Meglin i John Ficarra, que van coeditar Mad durant les dues dècades següents. L'artista de producció durant molt de temps, Lenny "The Beard" Brenner va ser ascendit a director d'art i Joe Raiola i Charlie Kadau es van unir al personal com a directors júniors. Després de la mort de Gaines l'any 1992, Mad es va integrar més a l'estructura corporativa de Time Warner (ara WarnerMedia). Finalment, la revista es va veure obligada a abandonar la seva antiga casa al 485 de Madison Avenue i a mitjans dels anys noranta es va traslladar a les oficines de DC Comics al mateix temps que DC es va traslladar a 1700 Broadway. En el número 403 de març de 2001, la revista va trencar el seu tabú llargament perllongat i va començar a publicar publicitat de pagament. Els ingressos externs van permetre la introducció de la impressió en color i una millora del paper. Després que Meglin es retirés el 2004, l'equip de Ficarra (com a editor executiu), Raiola i Kadau (com a editors sèniors), i Sam Viviano, que havia pres el càrrec com a director artístic el 1999, dirigiria Mad durant els següents 14 anys.
Al llarg de la seva existència, ha enfrontat molts judicis per diversos motius, la qual cosa donava lloc a edicions criticant-se a si mateixa sobre tal situació.
La seva presència ha estat apreciada per lectors de molts idiomes. El novembre de 2006, Editorial Planeta va començar a publicar una versió de la revista MAD per a Espanya, amb traduccions de còmics americans i una mica de material nou de dibuixants espanyols com Cels Piñol, David Ramírez, Carla Berrocal o JMV.
Al llarg dels anys, MAD va seguir sent una barreja única de ximpleria adolescent i humor polític. El novembre de 2017, Rolling Stone va escriure que «operant sota la coberta d'acudits vomitius, MAD s'ha convertit en la millor revista de sàtira política dels Estats Units». No obstant això, Mad va acabar els seus 65 anys a la ciutat de Nova York a finals de 2017 amb el número 550 (data de portada d'abril de 2018), in preparation for the relocation of its offices to DC Entertainment's headquarters in Burbank, California. Bill Morrison va ser nomenat el juny de 2017 per succeir Ficarra el gener de 2018. Cap membre del personal de MAD de Nova York va fer la mudança, donant lloc a un canvi de to i direcció artística. Més d'un centenar de nous noms van fer el seu debut a Mad, inclosos Brian Posehn, Maria Bamford, Ian Boothby, Luke McGarry, Akilah Hughes i el futur finalista del Premi Pulitzer Pia Guerra. Artistes i escriptors de la carrera de Nova York també van tornar a les pàgines dels números amb seu a Califòrnia, inclosos els col·laboradors Sergio Aragonés, Al Jaffee, Desmond Devlin, Tom Richmond, Peter Kuper, Teresa Burns Parkhurst, Rick Tulka, Tom Bunk, Jeff Kruse, Ed Steckley, Arie Kaplan, l'escriptor i antic editor sènior Charlie Kadau, i artista i antic director d'art Sam Viviano. El primer número de Califòrnia de Mad es va tornar a numerar com a "número 1". El 2019, la revista reiniciada va obtenir dues nominacions als premis Eisner, la primera d'aquestes nominacions a la història de MAD: per a les categories de millor relat curt i millor publicació d'humor.
AT&T va adquirir Time Warner el juny de 2018. Morrison va sortir de MAD el març de 2019, durant una època d'acomiadaments i reestructuracions a DC Entertainment. Després del número 10 (desembre de 2019) de la nova edició de Burbank, Mad va començar a consistir majoritàriament en reimpressions comissariades amb noves portades i plecs, tot i que periòdicament s'han presentat alguns articles nous, incloses les paròdies de The Batman ("The Bathroom") i El mandat d'Elon Musk a Twitter en una paròdia de Dr. Seuss anomenada "Free Speeches on the Beaches" (Discursos lliures a les platges). La distribució als quioscos es va aturar, i inicialment la revista només estava disponible a través de botigues de còmics i per subscripció, tot i que el 2022 la distribució es va expandir a Barnes & Noble a través d'una sèrie de números recopilatoris anomenats The Treasure Trove of Trash.

## Personatges recurrents
Mad és coneguda per molts serials recurrents regulars i semiregulars a les seves pàgines, com ara "Spy vs. Spy", el "Mad Fold-in", "The Lighter Side of..." i les seves paròdies de televisió i pel·lícules.

### Alfred E. Neuman
La imatge més estretament associada a la revista és la d'Alfred E. Neuman, el nen amb els ulls desalineats, un somriure dentat i el lema perenne «What, me worry?» (Què, preocupar-me jo?) La imatge original va ser un gràfic d'humor popular durant moltes dècades abans que Mad l'adoptés, però ara la cara s'associa principalment amb Mad.
Mad va fer servir inicialment la cara del nen el novembre de 1954. La seva primera aparició icònica de coberta completa va ser com a candidat per escrit a la presidència en el número 30 (desembre de 1956), en què va ser identificat pel seu nom i lluïa el seu lema «What, me worry?». Des de llavors ha aparegut en una gran quantitat de disfresses i situacions còmiques. Segons l'escriptor de Mad Frank Jacobs, una vegada es va lliurar una carta amb èxit a la revista a través del U.S. correu amb només la cara de Neuman, sense cap adreça ni cap altra informació identificativa.

## Reimpressions
El 1955, Gaines va començar a presentar reimpressions de material per a Mad en rústica en blanc i negre, la primera va ser The Mad Reader. Molts d'aquestes presentaven noves portades de l'artista de portades de Mad Norman Mingo. Aquesta pràctica va continuar fins als anys 2000, amb més de 100 llibres de butxaca publicats de Mad. Gaines va fer un esforç especial per mantenir impresa tota la línia de llibres de butxaca en tot moment, i els llibres es reimprimien amb freqüència en noves edicions amb diferents portades. També hi havia desenes de llibres de butxaca Mad amb material completament nou dels col·laboradors de la revista.
Mad també va tornar a empaquetar el seu material amb freqüència en una llarga sèrie de revistes de format "especial", començant el 1958 amb dues sèries anuals concurrents titulades The Worst from Mad i More Trash from Mad. Més tard, la sèrie de números "especials" es va ampliar a les edicions "Super Especial". Al llarg dels anys s'han utilitzat diversos altres títols. Aquests números de reimpressió de vegades es van augmentar amb funcions exclusives com ara pòsters, adhesius i, en algunes ocasions, enregistraments en flexi disc. Una edició "especial" de 1972 va començar amb Mad incloent una rèplica del còmic, que consta de material reimprès de l'època de la revista 1952–1955.

### Edició facsímil
El 4 de juny de 2024, DC Comics va publicar una edició facsímil de Mad núm. 1, que reimprimeix tot el número (inclosos els anuncis originals). El títol oficial de l'edició facsímil, segons els indexs, és "Mad Magazine 1 (Facsimile Edition)", mentre que el títol oficial de la publicació original, tant en format de còmic com de revista, sempre ha estat només "Mad" (no "Mad Magazine"), i el Mad núm. 1 original que reimprimeix no era una revista sinó un còmic. (L'únic Mad núm. 1 que es va publicar originalment com a revista física va ser el primer número del reinici del 2018.)

## En altres mitjans
Al llarg dels anys, Mad s'ha ramificat de la impremta a altres mitjans. Durant els anys de Gaines, l'editor tenia aversió a explotar la seva base de fans i va expressar la por que productes inferiors de Mad els ofenguessin. Se sap que emetia personalment reemborsaments a qualsevol que escrivís a la revista amb una queixa. Entre els pocs articles de Mad disponibles en els seus primers 40 anys hi havia botons de puny, una samarreta dissenyada com una camisa de força (completa, amb pany) i un petit bust de ceràmica d'Alfred E. Neuman. Durant dècades, la pàgina de cartes va anunciar un retrat econòmic de Neuman ("suitable for framing or for wrapping fish" (apte per emmarcar o per embolicar peixos) amb eslògans enganyosos com "Only 1 Left!" (Només en queda 1!). La broma era que la imatge era tan indesitjable que només un havia sortit del seu despatx des de l'últim anunci. Després de la mort de Gaines, es va produir una absorció oberta al paraigua de l'editorial Time-Warner, amb el resultat que la mercaderia Mad va començar a aparèixer amb més freqüència. Els articles es mostraven a les botigues de Warner Bros. Studio, i el 1994 es va crear The Mad Style Guide per a l'ús de llicències.

### Enregistraments
Mad ha patrocinat o inspirat una sèrie d'enregistraments.

#### Dècada de 1950
El 1959, Bernie Green "with the Stereo Mad-Men" va gravar l'àlbum Musically Mad per a RCA Victor, amb música humorística, majoritàriament instrumental, amb una imatge d'Alfred E. Neuman a la portada; va ser nominat al Grammy a la millor gravació de comèdia - Musical i ha estat reeditat en CD. Aquell mateix any, The Worst from Mad No. 2 va incloure un enregistrament original, "Meet the staff of Mad", en un disc de 33 rpm, mentre que un senzill acreditat a Alfred E. Neuman & The Furshlugginger Five: "What – Me Worry?" (b/n "Potrzebie"), es va publicar a finals de 1959 amb el segell d'ABC Paramount.

#### Dècada de 1960
Dos LPs de vinil complets es van publicar sota l'egida de Mad a principis dels anys 60: Mad "Twists" Rock 'N' Roll (1962) i Fink Along With Mad (1963; el títol era una paròdia del llavors popular programa de televisió Sing Along With Mitch, sent "fink" un insult en argot americà).
El 1961, el grup de doo-wop de la ciutat de Nova York The Dellwoods (enregistrant aleshores com a "Sweet Sickteens") va llançar un senzill nou a RCA Victor, escrit per Norman Blagman i Sam Bobrick, "The Pretzel" (una versió satírica de cançons de ball actuals com "The Twist "), b/w Russian Spy (The Teengne) ". Ambdues cançons es van incloure posteriorment a Mad "Twists" Rock 'N' Roll. Els Sweet Sickteens eren Victor Buccellato (cantant principal), Mike Ellis (tenor), Andy Ventura (tenor), Amadeo Tese (baríton) i Saul Zeskand (baix). 
L'any 1962, els Dellwoods (com s'anomenaven llavors), juntament amb els vocalistes Mike Russo i Jeanne Hayes, van gravar un àlbum sencer de cançons de Bobrick i Blagman. L'àlbum havia estat originalment escrit i produït com un àlbum de Dellwoods per a RCA, però en canvi es va vendre a Mad i es va publicar a Bigtop Records com Mad "Twists" Rock 'N' Roll. Hi havia un fort lligam de Mad, a més del títol, un retrat d'Alfred E. Neuman va ser destacat a la portada, i "(She Got A) Nose Job" de l'àlbum va ser llençat com un flexi disc a un número de Mad. Res del material, però, feia referència a la revista Mad, Alfred E. Neuman, o cap altre tema o serial de Mad. Altres cançons de l'àlbum inclouen "(Throwing The) High School Basketball Game", "Please Betty Jean (Shave Your Legs)", "Somebody Else's Dandruff (On My Lover-Baby's Shirt)". "Agnes (The Teenage Russian Spy)" i "The Pretzel" (ara titulada "Let's Do The Pretzel (I End Up Like One!))".
Aquest va ser seguit per un altre llançament de Dellwoods Bigtop, Fink Along With Mad, de nou amb Russo i Hayes, escrit per Bobrick i Blagman, i relacionat amb Mad, el 1963. Les cançons de l'àlbum incloïen "She Lets Me Watch Her Mom And Pop Fight" que va ser publicat com un flexi disc a un número de Mad (l'actuació acreditada a Mike Russo i descrita per Josiah Hughes com "una cançó de pop fosca" ja que posa el focus fa broma de la violència domèstica, amb lletres com "To see a lamp go through the window and I watch them kick and kick and scratch and bite / I love her, I love her, oh boy how I love her / 'Cause she lets me watch her mom and pop fight."
Altres cançons de Fink Along With Mad inclouen "I'll Never Make Fun of Her Mustache Again", "When the Braces on our Teeth Lock" i "Loving A Siamese Twin". Aquest àlbum també va incloure una cançó titulada "It's a Gas", que acompanyava una cançó instrumental amb eructes (aquestes "veus" es van acreditar a Alfred E. Neuman), juntament amb una pausa per al saxo d'un King Curtis sense acreditar).
"Don't Put Onions On Your Hamburger" de l'àlbum es va publicar com a senzill, acreditat només als Dellwoods,  i el 1963 els Dellwood es van rebatejar com a Dynamics i van llançar un senzill seriós per a Liberty Records, "Chapel On A Hill" amb el suport de "Conquistador".

#### 1970 i posteriors
També es van publicar d'aquesta manera una sèrie d'enregistraments originals als anys setanta i principis dels vuitanta, com Gall in the Family Fare (una adaptació radiofònica de la seva anteriorment il·lustrada paròdia All in the Family), un senzill titulat "Makin' Out", el tema "It's a Super Spectacular Day", que tenia vuit finals possibles, la inserció parlada Meet the staff i un EP de 30 minuts titulat Mad Disco (de l'especial de 1980 del mateix títol) que incloïa una versió disco de "It's a Gas". L'últim enregistrament que es pot reproduir amb un tocadiscs que Mad va empaquetar amb les seves revistes va ser "A Mad Look at Graduation", en un especial de 1982. Al número 350 (octubre de 1996) es va incloure un CD-ROM amb diverses pistes d'àudio. Rhino Records va recopilar una sèrie de temes gravats per a Mad com Mad Grooves (1996).

### Espectacle escènic
Una producció Off-Broadway, The Mad Show, es va posar en escena per primera vegada el 1966. L'espectacle, que va durar 871 actuacions durant la seva execució inicial, va incloure esquetxs escrits pels habituals de Mad Stan Hart i Larry Siegel intercalats amb cançons còmiques (una de les quals va ser escrita per Stephen Sondheim no acreditat). L'àlbum del repartiment està disponible en CD.

### Jocs
El 1979, Mad va llançar un joc de taula. The Mad Magazine Game era una versió absurda de Monopoly en què el primer jugador que perdia tots els seus diners i feia fallida era el guanyador. Profusament il·lustrat amb il·lustracions dels col·laboradors de la revista, el joc incloïa una factura de 1.329.063 dòlars que no es podia guanyar tret que es digués "Alfred E. Neuman". També incloïa una baralla de cartes (anomenada "Targetes de cartes") amb instruccions estranyes, com ara "Si pots saltar i romandre en l'aire durant 37 segons, pots perdre 5.000 dòlars. Si no, salta i perds 500 dòlars". El 1980 es va publicar un segon joc: The Mad Magazine Card Game de Parker Brothers. En ell, el jugador que primer perdi totes les seves cartes era el guanyador. El joc és bastant semblant a Uno de Mattel. Les preguntes basades en la revista també van aparèixer a l'edició de 1999 de Trivial Pursuit: Warner Bros. Edition (que incloïa preguntes basades en propietats de Time-Warner, incloses pel·lícules i programes de televisió de WB, els dibuixos animats de Looney Tunes/Merrie Melodies (i projectes de seguiment de Warner Bros. Animation)), així com DC Comics, Hanna-Barbera, les propietats de Carton Network i diverses propietats de MGM de Turner Entertainment Co. que WB havia adquirit després de la fusió Turner/Time-Warner de 1996.

### Cinema i televisió
Mad va donar el seu nom el 1980 a la comèdia Up the Academy. Up the Academy va ser una debacle comercial i un fracàs crític tal que Mad va aconseguir que totes les referències a la revista (inclòs un cameo d'Alfred E. Neuman) fossin eliminats dels futurs llançaments de televisió i vídeo de la pel·lícula, tot i que aquestes referències es van restaurar finalment a la versió en DVD, que es va titular Mad Magazine Presents Up the Academy.
El 1974, ABC va encarregar un pilot de televisió animat Mad que utilitzava material seleccionat de la revista, però la cadena va decidir no emetre'l. Dick DeBartolo va assenyalar: "Ningú volia patrocinar un programa que es burla dels productes que s'anuncien a la televisió, com els fabricants d'automòbils". En canvi, el programa es va reelaborar en The Mad Magazine TV Special, que tampoc es va emetre pels mateixos motius. L'especial va ser realitzat per Focus Entertainment Inc., i va estar disponible per a la visualització en línia en qualitat SD fins al 2022, quan es va publicar en línia un escaneig de resolució 2K d'una impressió de pel·lícula de 16 mm; la impressió va ser proporcionada per un dels animadors de l'especial.
A mitjans de la dècada de 1980, Hanna-Barbera va desenvolupar una altra sèrie de televisió animada potencial Mad que mai es va emetre.
El 1995, Mad TV de Fox Broadcasting Company va autoritzar l'ús del logotip i els personatges de la revista. Tanmateix, a part de curtes cortinetes que animaven els dibuixos animats existents de Spy vs. Spy (1994–1998) i Don Martin (1995–2000) durant les tres primeres temporades del programa, no hi havia cap connexió editorial o estilística entre el programa de televisió i la revista. Produïda per Quincy Jones, la sèrie de comèdia sketches va anar en la línia de Saturday Night Live de NBC i SCTV de Global/CBC, i va durar 14 temporades i 321 episodis. El 12 de gener de 2016, The CW va emetre un especial d'una hora de durada per celebrar el 20è aniversari de la sèrie. Una gran part del repartiment original va tornar. El 26 de juliol de 2016 es va estrenar un revival de vuit capítols amb un repartiment nou.
Les seqüències animades Spy vs Spy també es van veure als anuncis de televisió de Mountain Dew soda el 2004.
El setembre de 2010, Cartoon Network va començar a emetre la sèrie d'animació Mad, de Warner Bros. Animation i el productor adjunt Sam Register. Produïda per Kevin Shinick i Mark Marek, la sèrie estava composta per curts i esquetxs d'animació que parodiaven els programes de televisió de l'època, pel·lícules, jocs i altres aspectes de la cultura popular, d'una manera similar a la comèdia d'esketches animada en stop-motion per a adults Robot Chicken (de la qual Shinick era abans escriptor i actualment és un actor de veu recurrent); de fet, el co-creador de Robot Chicken, Seth Green, de tant en tant també va oferir veus a Mad. Igual que Mad TV ' aquesta sèrie també inclou aparicions de dibuixos animats Spy vs. Spy i Don Martin. La sèrie es va emetre del 6 de setembre de 2010 al 2 de desembre de 2013, amb una durada de quatre temporades i 103 episodis.